# 号車案内
号車案内（ごうしゃあんない）とは、鉄道駅のホームにある列車の号車についての案内や列車毎での乗車位置を案内する表示のこと。
ホーム地面に直接貼付されているものや、ワイヤーによって案内板が吊り下げられた形式がある。現在では電光表示やLED式の吊り下げ表示（ホーム上にある発車標と同時に乗車位置を表示する形式や、あるいは列車とホームの間に専用のものを吊り下げる形式）もある。
特急や急行といった優等列車が多く発着する駅、または利用客の多い関東圏や関西圏等の都市圏の駅に設置される。